# Rusla
Rusla, apodada la doncella roja, fue una guerrera skjaldmö de Noruega en el siglo X que aparece mencionada en Gesta Danorum de Saxo Grammaticus y anales irlandeses. Rusla era hija de un rey vikingo de Telemark llamado Rieg y hermana de Tesandus (Thrond), que perdió el trono desposeído por un rey danés llamado Omund. Rusla se aventuró a formar una flota vikinga para atacar a todas las naves danesas como venganza por la afrenta a su hermano. Rusla iba siempre acompañada de otra mujer (algunas fuentes la citan como hermana) Stikla, que era su lugarteniente en todas las incursiones. El nombre de Stikla es el origen de la población noruega de Stiklestad, se decía de ella que «prefería el ambiente de la guerra que el matrimonio». 
Atacó indistintamente naves como ciudades costeras en Islandia, Dinamarca y las islas británicas. Sin embargo Omund fue un rey embaucador que convenció a Tesandus a tomar partido por los daneses, le tomó como hijo adoptivo y consiguió que el hermano capturase a Rusla agarrándola por las trenzas mientras su tripulación la mató a golpes de remo.
Según la crónica irlandesa Cogad Gáedel re Gallaib su apodo doncella roja procede del gaélico irlandés Ingean Ruagh, pues tenía fama de sanguinaria y la costumbre de «no tomar prisioneros». Los anales irlandeses también citan su participación en la batalla de Clontarf (1014) como parte del cuerpo de mercenarios contratados por los vikingos que lucharon contra Brian Boru, allí perdió a sus hijos en el campo de batalla. Rusla pasó a la historia como la más cruel de todas las mujeres nórdicas guerreras.